# Fjodor Nikititsch Remesow
Fjodor Nikititsch Remesow (russisch Фёдор Никитич Ремезов; * 26. Maijul. / 7. Juni 1896greg. im Dorf Kaslinsk, Ujesd Jekaterinburg, Gouvernement Perm; † 6. Juni 1990 in Leningrad) war ein sowjetischer Generalleutnant und Armeeführer während des Großen Vaterländischen Krieges.

## Leben
Er besuchte zwar 1907 eine öffentliche Schule, setzte seine Ausbildung aber erst nach mehr als zehn Jahren im Jahr 1918 fort, indem er vier Monate lang allgemeinbildende Schulungskurse absolvierte.

### Frühe Karriere
Am 13. Juni 1918 wurde von der Roten Armee im Ural eine Ostfront geschaffen, um die vorrückenden Teile des Tschechoslowakischen Korps aufzuhalten. Zwei Tage später, am 15. Juni trat Fjodor Remesow der Roten Armee bei und diente im 1. Gebirgs-Schützenregiment der 2. Ural-Schützendivision. Er nahm im Russischen Bürgerkrieg als Soldat und Kompaniechef an den Kämpfen gegen die Streitkräfte der Weißgardisten unter Admiral A. V. Koltschak teil. Er wurde Kommandeur eines separaten Bataillons der 33. Kuban-Division bei der 9. Armee, die an der Südfront gegen die weiße Garde unter General Pjotr Wrangel kämpfte und beteiligte sich an der Niederschlagung des Aufstandes in der Provinz Witebsk.
1919 absolvierte er den Wjatkaer-Kommandeurskurs und besuchte 1921 die höhere taktische Kriegsschule im Generalstab der Roten Armee. In der Zwischenkriegszeit war Remesow nacheinander als Adjutant, dann als leitender Assistent des Operationschefs im Stab einer Schützendivision, und als Stabschef eines Schützen-Regiments tätig. Seit 1930 war er Leiter in einer Sektion des Wolga-Militärbezirks und ab April 1931 Kommandeur eines Schützen-Regiments, 1932 studierte er  an der Frunse-Militärakademie.
Am 17. Februar 1936 wurde er zum Oberst befördert. Er stieg in seiner Karriere nur langsam auf, denn er hatte nicht wie viele andere Genossen in der 1. Rote Reiterarmee gedient, wo viele Kommandeure schneller zu Beförderungen kamen, er gehörte auch nicht zu den Kampfgefährten von K. E. Woroschilow oder S. M. Budyonnys, die viele Kampfgefährten zu höheren Posten verhalfen. Erst nach den Massenrepressionen der Jahre 1937–1938, die zu einem erheblichen Rückgang des Kommandopersonals der Roten Armee führten, beschleunigte sich die Karriere von Remesow.
Im Juni 1937 wurde er Kommandeur der 45. Schützen-Division des 8. Schützenkorps im Sonder-Militärbezirk von Kiew und am 17. Februar 1938 zum Brigadekommandeur ernannt. Am 15. Juli wurde er Kommandeur des 15. Schützenkorps und am 22. Juli Kommandeur der Heeresgruppe Schitomir. Nach dem Münchner Abkommen Ende September 1938 befanden sich die Truppen seiner Heeresgruppe mit Konzentration westlich von Nowograd-Wolynski in Alarmbereitschaft, um eventuell der vom Deutschen Reich bedrohten Tschechoslowakei beizustehen, doch nach der deutschen Besetzung des Sudetenlandes wurde die Kampfbereitschaft aufgehoben. Am 23. Juli 1938 wurde er zum Divisionkommandanten und am 9. Februar 1939 zum Korpskommandanten ernannt. Am 22. Juli 1939 wurde er Kommandeur der Truppen des Militärbezirks Transbaikal, die direkt an der Schlacht am Chalchin Gol beteiligt waren. Am 4. Mai 1940 wurde er Generalleutnant und am 11. Mai Befehlshaber der Truppen des Militärbezirks Orjol. Wie erwartet zog er mit seiner Familie, Frau Olga Pawlowna (geb. 1900) und Tochter Ljuba (geb. 1927) an seinen neuen Dienstort.

### Im Vaterländischen Krieg
Nach dem deutschen Einmarsch in die Sowjetunion befehligte Remesow zwischen 25. Juni und Anfang Juli 1941 vorübergehend die 20. Armee im Militärbezirk Orjol. Dann ab 8. Juli wurde er als Nachfolger des tödlich verwundeten Generalleutnants P. M. Filatow, Kommandeur der 13. Armee an der Westfront. Er führte im Minsker Festungsgebiet schwere Verteidigungskämpfe mit der deutschen Panzergruppe 3 und musste sich nach Borissow hinter den Fluss Beresina zurückziehen, dann nach Süden abschwenkend, seine Truppen jenseits des Flusses Dnjepr auf die Linie Kopys und Nowy Bychow zur Verteidigung übergehen.
Seit dem 10. Juli nahm die 13. Armee unter dem Kommando von Remesow an der Kesselschlacht bei Smolensk teil. Am Morgen des 12. Juli versuchte Generalleutnant Remesow einen Gegenangriff zu organisieren und wurde schwer verletzt, als er persönlich einen Gegenangriff des 24. Schützenkorps leitete. Vom 4. September bis zum 18. Oktober 1941 war Remesow Befehlshaber der Truppen des Militärbezirks Nordkaukasus. Im Oktober 1941 übernahm er das Kommando der bei der Transkaukasusfront neu etablierten 56. Armee, welche die Stadt Rostow am Don verteidigte. Seine Entscheidung am 17. Oktober im Bereich der Station Koschkino (bei Taganrog) vorstoßende deutsche Panzer anzugreifen, ermöglichte es den Kadetten der Rostower Infanterieschule und der 31. Schützen-Division einen Gegenschlag zu führen. Die 56. Armee erhielt eine notwendige Atempause, musste jedoch am 20. und 21. November unter dem Druck deutscher Streitkräfte die Stadt räumen und auf das linke Don-Ufer zurückgehen. Während der Rostower Angriffsoperation gelang es zusammen mit der 9. Armee Rostow ab 29. November wieder freizukämpfen. Mitte Dezember schob sich die 56. Armee zum Fluss Mius vor und war nördlich der Stadt Taganrog konzentriert, wo sie in Verteidigung überging. Am 24. Dezember wurde der Befehlshaber der Südfront Tscherewitschenko und drei Tage später auch Remesow auf Weisung der Stawka überraschend abberufen. Im Januar 1942 wurde F. N. Remesow zum Befehlshaber des Militärbezirks Südural ernannt. Seine Hauptaufgabe in dieser Zeit war die Vorbereitung von Reserveeinheiten und die Bildung neuer Formationen und Einheiten für den Kampf gegen die deutsche Invasion. Vom 15. April 1942 bis zum Kriegsende im Mai 1945 war er schließlich Kommandeur der 45. Armee bei der Transkaukasusfront. Diese Armeetruppen hatten die Aufgabe, die Staatsgrenze der UdSSR zur Türkei abzudecken und die Verbindungen zum Iran zu schützen, wo gemäß dem Vertrag von 1921 sowjetische Truppen stationiert waren, das Hauptquartier der 45. Armee befand sich in Eriwan. Im August 1942 wurde Remesow bei einem Flugzeugabsturz abermalig verletzt, kehrte aber bald auf seine Position zurück. Am Ende des Krieges wurde die 45. Armee aus dem Iran abgezogen und aufgelöst.

### Nach dem Krieg
Im Sommer 1945 wurde er Leiter einer Fakultät der Frunse-Militärakademie, seit Januar 1953 war er stellvertretender Leiter der Dscherschinski-Militärakademie und seit Mai 1953 stellvertretender Befehlshaber der Truppen des Moskauer Militärbezirks. Nach seiner Pensionierung im Jahr 1959 lebte er in Leningrad. Am 6. April 1985 wurde ihm zum 40. Jahrestag des Kriegsendes der Orden des Vaterländischen Krieges 1. Klasse verliehen.

### Auszeichnungen
- 2 Leninorden (22. Februar 1943; 21. Februar 1945)
- 4 Rotbannerorden (22. Februar 1938; 22. Januar 1942; 11. März 1944; 20. Juni 1949)
- 2 Orden des Roten Sterns (28. Oktober 1967; 6. Juni 1986)
- Orden des Vaterländischen Krieges 1. Klasse (11. März 1985)